# 渡辺宙明
渡辺 宙明（わたなべ ちゅうめい、1925年〈大正14年〉8月19日 - 2022年〈令和4年〉6月23日）は、日本の作曲家、編曲家。「ちゅうめい」は本名を音読みしたペンネームであり、本来の読みは「わたなべ みちあき」。
父は渡邊工業社長・名古屋螺子製作所（現：メイラ株式会社）創業者の渡辺俊雄。息子は作曲家・編曲家の渡辺俊幸。孫（俊幸の息子と娘）はナレーター・声優の渡辺眞伍、芸術家アイドルとして活動するマコ・プリンシパル（渡辺真子）。

## 来歴
愛知県名古屋市出身。愛知県立明倫中学校（現・愛知県立明和高等学校）、第八高等学校理科、東京大学文学部心理学科卒。
幼少期に観た『未完成交響楽』や『オーケストラの少女』などの楽曲や、中学校時代にアメリカ映画の影響を受けて音楽に興味を持ち、また転入した府立三中（現・都立両国高校）時代の友人から影響を受けて独学でハーモニカを吹くようになるなどし、次第に映画音楽の作曲家を志すようになった。第二次大戦後、旧制第八高等学校を卒業後、東京大学文学部心理学部に入学。東大在学中より團伊玖磨に、大学院在籍中より諸井三郎に師事し、習作をこのころより書く。その後、父親の死去により名古屋市へ帰郷し、1953年の中部日本放送のラジオドラマ『アトムボーイ』の音楽を手がけ、作曲家としての活動を始める。
後に再上京し、1956年に高校時代の同級生で、新東宝でプロデューサーを担当していた笠根壮介（宮川一郎）を通じて、『人形佐七捕物帳 妖艶六死美人』（新東宝）で初めて映画音楽を手がける。1958年にJASRACに入会。1950年代後半から1960年代にかけては、新東宝の作品を出発点に多数の映画音楽を作曲。1967年、渡辺貞夫からジャズの理論を学び、作曲・編曲に大きな影響を受ける。
1970年代には特撮やアニメの人気番組の音楽を担当し、トランペット、トロンボーン、エレキギター、エレキベース、ドラム、ティンパニを主体とした特徴ある音楽を子供たちに印象付けた。モーグ・シンセサイザーのミニモーグを初期に購入し、特に『マジンガーZ』の挿入歌「Zのテーマ」では、ビヨンビヨンという一見してコミカルに聞こえる音色を低音でシリアスな場面の音楽で活かす手法は当時斬新だった。
後に、民族音楽的合唱曲『恐山』を作曲、LP化され、芸能山城組を一躍有名にした。
水島新司原作『野球狂の詩』の、主題歌やサウンドトラックの作曲を担当、堀江美都子歌唱により、ヒットを放つ。
1980年代に入るとシンセサイザーのシーケンサー機能による自動演奏も取り入れ、『電子戦隊デンジマン』の主題歌「ああ電子戦隊デンジマン」のイントロ部分では高速な電子音のパッセージ、『大戦隊ゴーグルファイブ』主題歌終盤での鋸状波の長い上行グリッサンド、『スパイダーマン』や『バトルフィーバーJ』などのAltSoundによるシンセパーカッションフレーズなどを効果的に使用した。『宇宙刑事シャイダー』では挿入歌「不思議ソング」で歌声を披露した。
みんなのGOLF（ゴルファー戦士篇）やアミノサプリのCMでは、ささきいさお歌唱によるCMソングの作曲も行った。
アマチュアのUFO研究家という一面を持つ。1990年代にはパソコン通信のニフティサーブ「不思議フォーラム（FMISTY）」のUFO会議室において、COLTのハンドルで書き込みを行なっていたこともある。
2016年、第25回日本映画批評家大賞・アニメ部門功労賞を受賞。
2019年、文化庁映画賞受賞（映画功労部門）。
卒寿を迎えてからも日本最高齢の現役作曲家として活躍しており、2020年には95歳にして新曲を作曲し、翌2021年には『機界戦隊ゼンカイジャー』で『ゴーグルファイブ』から39年ぶりに戦隊テレビシリーズの劇伴を担当するなど、最晩年まで活動した。
2022年6月23日午前4時、老衰による心不全のため、東京都渋谷区の病院で死去。96歳没。死去1ヶ月前の2022年5月12日に放送された『クラシックTV』にゲスト出演し、今後もチャンスがあれば作曲していく旨を話していた。

## 人物
- 当初から音楽家を志したものの、「大学を出ていれば何とかなる」という父親の勧めで、東京大学をすべり止め感覚で受験し、旧制高等学校時代は理系であったため、理系に近い文系の、音楽に関係がありそうな心理学を専攻したという。当時の東大は理系の実験心理学を教えており、自身の頭の中で物事を整理する癖や、科学的な思考力を身につけたという[19]。
- 晩年も、『ミュージックステーション』などの音楽番組をブルーレイレコーダーで同時に複数録画して、最新の傾向を分析する等、研究を欠かさなかった[20]。
- 好きなミュージシャンに、井上陽水、松任谷由実、竹内まりや、山下達郎を挙げている[20]。
- 昭和のパソコン通信を経て、70歳を過ぎてからもWindows 95を学び、晩年もTwitterによるエゴサーチを行って反響を把握して、自身のモチベーションとしていた[21]。
- ロック好きであり、自身が手掛ける楽曲もロック調になることが多いが、実際に楽曲制作の参考になる曲は少ないという[22]。

## 発言
- 生前の取材で、健康には人一倍気をつけていると発言しており、「ステーキを食べなきゃいかんのですよ。医者もみんな間違えている。肉を食べる人が長生きしているデータが、ちゃんと出てるんですよ」と動物性蛋白の必要性を力説して、糖質制限をしつつも、蛋白質と脂質を第一に、加えて野菜の摂取を実践していることを明かしていた[23]。
- 日本の映画やドラマの劇伴は、作品を邪魔しない控えめな楽曲作りが求められると指摘して、「直にパッとアピールするような音楽は使えないですよね。結果的にアニメ、特撮をやったために、非常に良く受け入れられた」と、アニメや特撮の方面で冒険的な楽曲が作れたと語っている[24]。
- 自身が関わった中で印象に残っている作品については、「全て大体は良いですから、一口には言えないですね」と前置きしつつ、『秘密戦隊ゴレンジャー』『人造人間キカイダー』『宇宙刑事シリーズ』の3つを挙げ、ゴレンジャーは「変わったドラマで、かなり印象に残ってます」、キカイダーは「ロボットに人間性があるみたいな話で、挿入歌も悲哀を帯びた詞が多く、自然とメロディにも悲哀が帯びて来ました。私の今の曲にないものがある」、宇宙刑事は「作品として画期的だったと思った。宇宙の警察だから頑張らないかんな、やりがいがあるなという気はありましたね」とそれぞれ感想を語っている[25]。
- 日本のアニメや特撮の音楽に触発されたことは一度もないと公言し、「『星に願いを』が物凄く好きで、時々頭の中で歌って楽しんでる」「『スパイ大作戦』のテーマは素晴らしいと思います。ああいう境地に行きたい」と発言していた[26]。
- AKB48の歌では『Everyday、カチューシャ』が一番好きであると発言しており、他に好きな歌に『恋するフォーチュンクッキー』と『真夏のSounds good !』を挙げ、反対にオールディーズ系統の歌は「ダメですね」とあっさり否定している[27]。
- 晩年の取材で、「クインシー・ジョーンズとか、ああいう音楽が今割とない。あそこから何か引っ張り出せないかと思ってます」と発言して、50年代から80年代の米国のポピュラー音楽を作風に反映させようと模索していた[28]。
- 晩年も精力的に仕事をこなせた理由として「意欲は衰えないけど、若い時ほどエネルギーはないから疲れ易いので、それを克服するには睡眠を十分取ることですね」と答えている。また、90歳を過ぎての作曲活動については「良いメロディを作ろうとグーッてやると、1時間もしたらガックリきちゃう」と語る一方で、取材等のインタビューについては「何か創造することではないから、やり易い」「（喋る分には）幾らでもイケますね。特に雑談が好きです」とトーク好きな一面を明かしていた[29]。
- 晩年の取材で、「何時の時代が一番良かった?」という質問に「（取材時の）今が良いんじゃないですか」と答え、「（日本は）経済的な問題もあるけど、他所の国はもっと酷いという話もある」「アベノミクスで思ったように行かないと言っても、他所の国だって思ったように行ってないですから」と発言していた[29]。
- 中田ヤスタカを評価しており、「曲は簡単だけど評判が良い」「踊りも中々垢抜けたデザイン」と評し、中でもディズニーの名曲をアレンジした作品を高く評価している。また、中田が作る音楽のメロディについては、「僕はあんな風に思い切って出来ません」と感想を述べている[30]。
- 生前、自身の享年について「僕は95歳ぐらいまでは生きると思いますね」と発言していた[31]。

## 作曲
- 作曲の流れについては、作詞家が書いた詞を基に主題歌を制作した後で、劇伴の制作に取り掛かることが多く、劇伴については、選曲者がリストアップした数の曲を録音技師と共に経験則で制作することが日常的になっており、スケジュールの都合もあって、プロデューサーと打ち合わせを行うことはなかったという[32]。

## 作風
- マイナー・ペンタトニック（2、6抜き短音階）を核とする場合が多く[7][4][2]、前奏、BGMでは、ブルーノートも使用。その音楽は宙明節（）・宙明サウンドと呼ばれる。主題歌の最後の音を最高音で持ってくるなど、音響心理学的な盛り上げ方を得意とする。[独自研究?]
- 歌詞と歌詞の隙間を埋めるかのような独特の擬音（「バンバラバンバンバン〜」「ダダッダー！」「バンババン〜」「〜ダンダンダンダン」「ガンガガン」「ザンザンザザン〜」「イェイイェイイェ〜イワ〜オ！」など）を取り入れたスキャットが挿入されるのも宙明サウンドの特徴の一つである[4]。これらのスキャットに限らず、渡辺は掛け声やフレーズを後から付け加えることがある。渡辺は、歌詞に言葉が足りないと感じた時にスキャットやフレーズの繰り返しを用いると述べている[4]。
- 作風について、渡辺自身は生前の取材で、「メロディがあって、パンチが効いてカッコいいものにしたい」と語っていた[22]。

## エピソード
- 團伊玖磨に師事した経緯については、知り合いだった東京音楽学校（現・東京藝術大学）の卒業生の紹介で、クラシックなどの基礎レッスンを受けたものの、「特に有益だったか判らない」「あんまり役に立たない」との感想を述べており、後年に習ったジャズ音楽の方が、より開放的でメロディの発想力などに役立ったと明かしている[33]。
- 『忍者部隊月光』の音楽を担当した際、「童謡っぽい歌を作らない」という縛りを設けて楽曲を制作した。作品がヒットした後、子供っぽくなく難しい主題歌を、近所の子供たちが歌いながら遊ぶ光景を見て、「それなりに作れば童謡っぽくなくても良い」と手応えを掴んだという[34]。
- 『人造人間キカイダー』の音楽を担当した頃は、映画やドラマの仕事が減った時期であり、日頃翻意にしていた東映に逆オファーして貰った仕事だったという。渡辺は子供番組の楽曲制作に内心不満だったが、担当プロデューサーから「子供モノの方が良いんだよ、売れるんだよ」「子供のもんだということは意識しておいてくれ」と言われ、後年の取材で「それで良かった。やったから今日がある」「大人のドラマやってたら、今みたいにはならないでしょ」と肯定的に評価しているが、実際の楽曲制作に関しては、『仮面ライダー』や『ウルトラマン』の楽曲を試聴してキカイダーの作風には合わないと、当時日本に流入していたロック調な楽曲で制作したと述懐している。また、子供向けに制作したものの、実際に反応を示したのは子どもでなく、20代のファン層だったという[34]。
- 新東宝で映画音楽を担当するようになった昭和31年は、未だ日本にロックが流入しておらず、ジャズ主体の楽曲制作を注文されることが多かった。渡辺はジャズを一切習ったことがなかったが、自己流で曲を書き、松本英彦や渡辺晋、中村八大らが結成した『渡辺晋とシックス・ジョーズ』などの一流ミュージシャンを呼んで楽曲を演奏させることが出来たという[34]。
- SKE48の『不器用太陽』を渡辺が作曲をしたというデマがネット上で流れた際、自ら版元のエイベックスに問い合わせたものの、作詞家の秋元康が現場の制作を握っており、エイベックスは窓口でしかなかったため、「知りません」とつれなく返された。仕方なく渡辺は、誰かの悪戯であると結論づけ矛を収めたという[35]。
- アニメ『俺、ツインテールになります。』の挿入歌を担当しているが、渡辺曰く、突然電話でオファーされた仕事であり、スーパー戦隊シリーズをオマージュした作品の設定に戸惑いながら作曲したという[36]。

## 主な作品

### 実写

#### 映画
- 人形佐七捕物帖シリーズ
  - 人形佐七捕物帖 妖艶六死美人（1956年）
  - 人形佐七捕物帖 大江戸の丑満刻（1957年）
  - 人形佐七捕物帖 花嫁殺人魔（1957年）
- 怪談かさねが渕（1957年）
- スーパージャイアンツシリーズ
  - 鋼鉄の巨人（1957年）
  - 続鋼鉄の巨人（1957年）
  - 鋼鉄の巨人 怪星人の魔城（1957年）
  - 鋼鉄の巨人 地球滅亡寸前（1957年）
- 美男剣競録（1957年）
- ひばりが丘の対決（1957年）
- 将軍家光と天下の彦左（1957年）
- 角帽と女子大三人娘（1957年）
- 毒婦高橋お伝（1958年）
- 女体桟橋（1958年）
- 天下の副将軍 水戸漫遊記（1958年）
- スター毒殺事件（1958年）
- 新日本珍道中 東日本の巻（1958年）
- 新日本珍道中 西日本の巻（1958年）
- 亡霊怪猫屋敷（1958年）
- 人喰海女（1958年）
- 隠密将軍と喧嘩大名（1958年）
- 白線秘密地帯（1958年）
- 汚れた肉体聖女（1958年）
- 女王蜂の怒り（1958年）
- ヌードモデル殺人事件（1958年）
- 戦場のなでしこ（1959年）
- 猛吹雪の死闘（1959年）
- 坊ちゃんとワンマン親爺（1959年）
- 双竜あばれ雲（1959年）
- 闘争の広場（1959年）
- 東海道四谷怪談（1959年）
- 静かなり暁の戦場（1959年）
- 偽りの情事（1959年）
- 海豹の王（1959年）
- 素ッ裸の年令（1959年）
- 偽りの情事（1959年）
- 日本ロマンス旅行（1959年）
- 香港秘令０号（1960年）
- 女奴隷船（1960年）
- 黒線地帯（1960年）
- ０線の女狼群（1960年）
- 爆弾を抱く女怪盗（1960年）
- 女体渦巻島（1960年）
- 男が血を見た時（1960年）
- 黄線地帯 イエローライン（1960年）
- 怪猫お玉が池（1960年）
- 太陽と血と砂（1960年）
- 地獄（1960年）
- 殴り込み艦隊（1960年）
- 女王蜂と大学の竜（1960年）
- 少女妻 恐るべき十六才（1960年）
- 怒号する巨弾（1960年）
- 女王蜂の逆襲（1961年）
- 契約結婚（1961年）
- 南鄕次郎探偵帳 影なき殺人者（1961年）
- 恋愛ズバリ講座（1961年）※八木正生との共作。
- 東京のお転婆娘（1961年）
- 真昼の誘拐（1961年）
- 俺が地獄の手品師だ（1961年）
- 八百万石に挑む男（1961年）
- 黒い傷あとのブルース（1961年）
- 花の才月（1962年）
- 太陽のように明るく（1962年）
- 泣くんじゃないぜ（1962年）
- 若いふたり（1962年）
- 十代の河（1962年）
- 喜劇 にっぽんのお婆あちゃん（1962年）
- 次郎長社長と石松社員 威風堂々（1962年）
- 何もかも狂ってやがる（1962年）
- 俺が裁くんだ（1962年）
- カレーライス（1962年）
- べらんめえ長屋 喧嘩纏（1962年）
- 忍びの者シリーズ
  - 忍びの者（1962年）
  - 続・忍びの者（1963年）
  - 新・忍びの者 (1963年)
  - 忍びの者 伊賀屋敷（1965年）
- サムライの子（1963年）
- どん底だって平ちゃらさ（1963年）
- 川っ風野郎たち（1963年）
- 交換日記（1963年）
- 真白き富士の嶺（1963年）
- 美しい暦（1963年）
- 東海一の鬼紳士（1963年）
- 対決（1963年）
- 忍者部隊月光（1964年）
- こんにちわ２０才（1964年）
- あゝ青春の胸の血は（1964年）
- 二匹の牝犬（1964年）
- ぼくどうして涙がでるの（1965年）
- 七人の刑事 終着駅の女（1965年）
- 拳銃無宿 脱獄のブルース（1966年）
- 太陽が大好き（1966年）
- 五泊六日（1966年）
- 悪童（1966年）
- 博奕打ち 不死身の勝負（1967年）
- やくざ坊主（1967年）
- 妖怪百物語（1968年）
- 眠狂四郎人肌蜘蛛（1968年）
- 砂の香り（1968年）
- 東海道お化け道中（1969年）
- 秘録怪猫伝（1969年）
- 笹笛お紋（1969年）
- 女左膳 濡れ燕片手斬り（1969年）
- 前科者 縄張荒し（1969年）
- ガードドッグ（1970年）
- 沖縄（1970年）
- 喜劇 大泥棒（1971年）
- 傷だらけの人生シリーズ
  - 傷だらけの人生（1971年）
  - 傷だらけの人生 古いやつでござんす（1972年）
- 黒の奔流（1972年）
- 極道罷り通る（1972年）
- 日蔭者（1972年）
- 飛び出す人造人間キカイダー（1973年）
- 三池監獄 兇悪犯（1973年）
- 飛び出す立体映画 イナズマン（1974年）
- 三代目襲名（1974年）
- ザ・カラテシリーズ
  - ザ・カラテ2（1974年）
  - ザ・カラテ3 電光石火（1975年）
- 秘密戦隊ゴレンジャー 爆弾ハリケーン（1976年）
- ひとごろし（1976年）
- ジャッカー電撃隊VSゴレンジャー（1978年）
- 人造人間ハカイダー（1995年）※ハカイダーのテーマ音楽の作曲を担当。
- V-MONSTERシリーズ（見里朝生との共作）
  - 犬刑事（1999年）
  - 女我レディース（1999年）
  - ゴースト・ボクサー（1999年）
- 海賊戦隊ゴーカイジャーVS宇宙刑事ギャバン THE MOVIE（2012年）※山下康介との共作。
- 宇宙刑事ギャバン THE MOVIE（2012年）※山下康介との共作。
- キカイダー REBOOT（2014年）※主題歌の編曲のみ担当（『人造人間キカイダー』主題歌のリメイク、ザ・コレクターズと共同）。
- ネズラ1964（2020年）[37]
- セイバー+ゼンカイジャー スーパーヒーロー戦記（2021年）※大石憲一郎、山下康介との共作。
- 怪猫狂騒曲（2022年）[38] ※遺作、編曲は吉原一憲が担当。

#### テレビドラマ
- 恋人（1959年）
- 脅迫状は二度来る（1959年）
- 落ちる（1959年）
- 奇妙な花束（1959年）
- 鉛の街（1960年）
- 黒い顔の男（1960年）
- 東京物語（1961年）※テーマソングは映画『闘争の広場』の变奏。
- 冬木心中（1961年）
- 妻こそわがすべて（1961年）
- ひとりっ娘（1961年）
- うず潮（1962年）
- ぼんち（1962年）
- 夢見る沼（1962年）
- 汚れた小さな手（1962年）
- 唇は忘れない（1962年）
- 皇女和の宮（1963年）
- 親友（1963年）
- 心のある場所（1963年）
- 乾舷ゼロ（1963年）
- 剣（1964年）※第1部のみ。
- おとこ同士-おやじ操縦法より-（1964年）
- みみず買いまっせ（1964年）
- あるぷす大将（1964年 - 1965年）
- 落語に賭ける与太郎の青春（1964年）
- シャドウマン（1965年 - 1966年）
- 海は満つることなし（1965年）
- アッちゃん（1965年 - 1966年）※劇伴のみ担当。
- 豚を飼う家（1966年）
- 雨のひまわり（1966年）
- 恋人たち（1966年）
- ある勇気の記録（1966年 - 1967年）
- 憂愁平野（1966年）
- 赤い殺意（1966年 - 1967年）
- 時間の影（1967年）
- 影を追う女（1967年）
- すりかえ（1967年）
- さらば夏の光よ（1967年）
- 悪妻なれど（1967年）
- 裂けた眠り（1968年）
- やどかりの詩（1968年）
- ふたつの花（1969年）
- オレとシャム猫（1969年）
- 絢爛たる復讐（1969年）
- 五番目の刑事（1969年 - 1970年）
- 女殺し屋 花笠お竜（1969年 - 1970年）※劇伴のみ担当。
- 竹千代と母（1970年）
- 素足の女（1970年）
- 吾が命あり（1970年）
- 万国博建設の記録　千里へのあしあと（1970年）
- 星から来た女（1970年）
- 第二の結婚（1971年）
- 女の断崖（1971年）
- 真昼の月（1972年）
- 姫君捕物控（1972年）
- 娘津軽南部流（1972年）
- どっこい大作（1973年 - 1974年）
- おーい!太陽っ子（1973年）
- ザ・ボディガード（1974年）
- 人形姉妹（1975年）
- 大非常線（1976年）※テーマソングには実際に『グレートマジンガー』の音楽が使われている。

#### 海外テレビ映画の編曲作品（レーベル：東芝レコード）
- 0011ナポレオン・ソロ（The Man from U.N.C.L.E.）（1964年 - 1968年）
  - 作曲 - ジェリー・ゴールドスミス（Jerry Goldsmith）

- 0022アンクルの女（The Girl from U.N.C.L.E.）（1966年 - 1967年）
  - 作曲 - ジェリー・ゴールドスミス（Jerry Goldsmith）

- 特捜刑事サム（The Felony Squad）（1966年 - 1969年）
  - 作曲 - ピート・ルゴロ（Pete Rugolo）

- 秘密諜報員ジョン・ドレイク（Danger Man(Secret Agent)）（1964年 - 1967年）
  - 作曲 - エドウィン・アストレー（Edwin Astley）

- 宇宙家族ロビンソン（Lost in Space）（1965年 - 1968年）
  - 作曲 - ジョン・ウィリアムズ（John Williams）

- 爆撃命令（12 O'Clock High）（1964年 - 1967年）
  - 作曲 - ドミニク・フロンティア（Dominic Frontiere）

- タイムトンネル（The Time Tunnel）（1966年 - 1967年）
  - 作曲 - ジョン・ウィリアムズ（John Williams）

- ワイオミングの兄弟（The Monroes）（1966年 - 1967年）
  - 作曲 - デヴィッド・ローズ（David Rose）

#### 特撮
- 忍者部隊月光（1964年 - 1966年）
- 人造人間キカイダー（1972年 - 1973年）
- キカイダー01（1973年 - 1974年）
- イナズマン（1973年 - 1974年）
- イナズマンF（1974年）
- スーパー戦隊シリーズ
  - 秘密戦隊ゴレンジャー（1975年 - 1977年）
  - ジャッカー電撃隊（1977年）
  - バトルフィーバーJ（1979年 - 1980年）
  - 電子戦隊デンジマン（1980年 - 1981年）
  - 太陽戦隊サンバルカン（1981年 - 1982年）
  - 大戦隊ゴーグルファイブ（1982年 - 1983年）
  - 超力戦隊オーレンジャー（1995年 - 1996年）※一部挿入歌の作曲のみ担当。
  - 轟轟戦隊ボウケンジャー（2006年 - 2007年）※一部挿入歌の作編曲のみ担当。
  - 轟轟戦隊ボウケンジャーVSスーパー戦隊（2007年）※一部劇中音楽、EDの作編曲を担当。
  - 獣拳戦隊ゲキレンジャー（2007年 - 2008年）※一部挿入歌の作編曲のみ担当。
  - 侍戦隊シンケンジャー（2009年 - 2010年）※一部挿入歌の作編曲のみ担当。
  - 天装戦隊ゴセイジャー（2010年 - 2011年）※一部挿入歌の作編曲のみ担当。
  - 海賊戦隊ゴーカイジャー（2011年 - 2012年）※一部挿入歌の作編曲のみ担当。
  - 機界戦隊ゼンカイジャー（2021年 - 2022年）[14]※大石憲一郎との共作。
- アクマイザー3（1975年 - 1976年）
- 超神ビビューン（1976年 - 1977年）
- 大鉄人17（1977年）
- 透明ドリちゃん（1978年）
- スパイダーマン（1978年）
- メタルヒーローシリーズ
  - 宇宙刑事ギャバン（1982年 - 1983年）
  - 宇宙刑事シャリバン（1983年 - 1984年）
  - 宇宙刑事シャイダー（1984年 - 1985年）
  - 巨獣特捜ジャスピオン（1985年 - 1986年）
  - 時空戦士スピルバン（1986年 - 1987年）
  - 機動刑事ジバン（1989年 - 1990年）※劇伴のみ担当。
  - 特捜エクシードラフト（1992年 - 1993年）※一部挿入歌の作曲のみ担当。
  - 特捜ロボ ジャンパーソン（1993年 - 1994年）※一部挿入歌の作編曲のみ担当。
  - ブルースワット（1994年 - 1995年）※一部挿入歌の作曲のみ担当。
  - 重甲ビーファイター（1995年 - 1996年）※一部挿入歌の作曲のみ担当。
  - ビーロボカブタック（1997年 - 1998年）※一部挿入歌の作曲のみ担当。
  - 宇宙刑事 NEXT GENERATION（2014年）※Project.Rとの共作。
- 仮面ライダーシリーズ
  - 仮面ライダーBLACK（1987年 - 1988年）※一部挿入歌の作曲のみ担当。
  - 仮面ライダーBLACK RX（1988年 - 1989年）※一部挿入歌の作編曲のみ担当。
- 女バトルコップ（1990年）※ED作曲のみ担当。
- 魔神騎士ジャック☆ガイスト（2001年）
- 銀河ロイドコスモX（2001年）
- 20世紀未来 ロボット防衛隊 テデロス（2015年）※まついえつことの共作。BGM、主題歌「永遠のテデロス」の作編曲、まついえつこ輔編曲のみ担当。
- スペース・スクワッド（2017年）※亀山耕一郎との共作。

#### 記録&文化映画
- 健康をつくる（1962年）
- 発電所物語（1966年）
- 南にはばたく（1966年）
- かあちゃんは魔女（1968年）
- 麦の物語（1968年）
- アイデアに生きる（1969年）
- 蒙古の襲来（1969年）
- 情報社会と人間（1970年）
- 山善（1970年）
- 花ひらく日本万国博　EXPO’70（1970年）
- くるま人間くるま（1970年）
- 大阪'70（1970年）
- スピードの世界（1970年）
- ４人の日本人（1970年）
- 防衛大学校（1970年）
- 未来を開く人間集団（1970年）
- そこに青春がある（1970年）
- UDの仲間達（1970年）
- 怒涛を越えて（1971年）
- 住みよい生活（1971年）
- ぼくたちはいま（1971年）
- 躍進（1971年）
- 日本の工業技術（1971年）
- 未来への躍進（1971年）
- ピーターパン（1971年）
- 若さをぶつけろ（1971年）
- THE ODD BREED（1971年）
- 楽しい海底旅行（1971年）
- 甦る道路（1972年）
- シーバース（1972年）
- 神奈川の中の日本（1972年）
- ディスプレイ（1972年）
- ＩＢＭ（1972年）
- 青空と豊かな街を（1972年）
- あなたは聞き上手？（1972年）
- 現代を生きる（1972年）
- 仕事の中の自由と責任（1972年）
- 王様とナイチンゲール（1972年）
- 家庭にユーモアを（1973年）
- チャレンジ（1973年）
- 明日を明るく（1973年）
- サワーライフ-さわやかな酢の世界-（1974年）
- セキスイフォームの世界（1974年）
- 沖縄三菱開発 クリカラヌウチナー（1974年）
- 大陸の空を結ぶマイクロウェーブ（1974年）
- IBMコールセンター（1976年）
- プロメテウス頑張る（1976年）

### アニメーション

#### テレビ作品
- マジンガーZ（1972年 - 1974年）
- 昆虫物語 新みなしごハッチ（1974年）※OPの作編曲のみ担当。
- グレートマジンガー（1974年 - 1975年）
- まんが名作劇場 サザエさん（1975年 - 1997年）※一部OP、EDの作編曲のみ担当。
- 鋼鉄ジーグ（1975年 - 1976年）
- 妖怪伝 猫目小僧（1976年）※OPの編曲のみ担当、EDの作編曲のみ担当。
- マグネロボ ガ・キーン（1976年 - 1977年）
- 合身戦隊メカンダーロボ（1977年）
- おれは鉄兵（1977年 - 1978年）
- 野球狂の詩（1977年 - 1979年）※中村泰士、京建輔との共作。
- とんでも戦士ムテキング（1980年 - 1981年）※主題歌の作編曲、一部挿入歌の作曲のみ担当。
- 最強ロボ ダイオージャ（1981年 - 1982年）
- 光速電神アルベガス（1983年 - 1984年）
- ビデオ戦士レザリオン（1984年 - 1985年）
- マシンロボ クロノスの大逆襲（1986年 - 1987年）※後期OP及び一部挿入歌の作編曲のみ担当。
- トランスフォーマーV（1989年）※主題歌の作曲のみ担当。
- ゲッターロボ號（1991年 - 1992年）※初期主題歌2曲は除く。
- 奇鋼仙女ロウラン（2002年 - 2003年）※垣見嘉良との共作、実際にラジオドラマ『流星機ガクセイバー』の音楽を流した。
- 神魂合体ゴーダンナー!!（2003年 - 2004年）
- ふたりはプリキュア（2004年 - 2005年）※挿入歌「キュア・アクション」「プリティー・エクササイズ」の作編曲のみ担当。
- 俺、ツインテールになります。（2014年）※挿入歌「テイルオン!ツインテイルズ」の作曲。
- アクションヒロイン チアフルーツ（2017年）※OP1「超天界カミダイオー」の作曲。

#### OVA
- 戦え!!イクサー1（1985年 - 1987年）
- 学園特捜ヒカルオン（1987年）※主題歌、BGMの作編曲を担当したほか、主題歌の作詞に協力している。
- 破邪大星ダンガイオー（1987年 - 1988年）※前2巻の担当。
- レイナ剣狼伝説（1988年 - 1989年）※「WE CAN GET PEACE」を除いて。
- 流星機ガクセイバー（1993年 - 1994年）※手塚理との共作。主題歌、一部挿入歌の作編曲、一部BGMを担当。
- 特務戦隊シャインズマン（1996年）※池頼広との共作。OP「SHINE!シャインズマン -YOU'RE THE HERO-」の作曲、一部BGMを担当。
- ナースウィッチ小麦ちゃんマジカルて（2002年）※揷入歌「勝利だ!ビッグ・サイトロン」の作編曲を担当。
- 合体ロボット アトランジャー（2012年）※主題歌「ぼくらのアトランジャー」の作曲を担当。

### ドラマ&イメージソング
- アトムボーイ（1953年）
- 女の勲章（1961年）
- マジンガーZ ドラマ編（1978年）※主題歌「二人になれば」「ミネルバXに捧げる歌」の編曲を担当。
- とってもひじかた君（1986年）
- 冒険!イクサー3（1988年）※カセット文庫版主題歌の作編曲のみ担当。
- 学園特警デュカリオン（1991年）※主題歌、揷入歌の作曲、BGMの作編曲のみ担当。
- 流星機ガクセイバー（1992年）※和田薫との共作。主題歌、挿入歌、一部BGMの作編曲を担当。
- 鉄甲巨兵 SOME-LINE（1994年）※主題歌の作編曲のみ担当。
- 宇宙英雄物語（1994年）※「宇宙英雄物語」の作曲のみ担当。
- 特務戦隊シャインズマン（1995年）※主題歌の作曲のみ担当。
- 岸和田博士の科学的愛情（1997年）※主題歌の作曲のみ担当。
- るろうに剣心 -明治剣客浪漫譚-（1998年）※「般若 -般若のテーマ-」「あるがままで -瀬田宗次郎のテーマ-」の作曲のみ担当。
- マジンカイザー（1998年）※副主題歌の作曲、正主題歌の作曲、補編曲のみ担当。
  - CD化の際に『マジンカイザー傳』に改題。CDでのみ使用された主題歌は、放送前にイメージソングとして発表されていたもの。

- マジンガーエンジェル（2006年）※テーマソング「マジンガーエンジェルのうた」の作編曲のみ担当、一部BGMの再編曲。
- SFX巨人伝説ライン（2019年）*テーマソング「熱い海から来た漢」「astromancer」の作曲のみ担当。

### ゲーム
- LDゲーム アルベガス（1984年、SEGA）
- スーパーロボット大戦シリーズ
  - スーパーロボット大戦F（1997年）※音楽監修
  - スーパーロボット大戦α（2000年）※「戦友よ。~SUPER ROBOT WARS α~」の作曲、補編曲を担当。
  - 第3次スーパーロボット大戦α 終焉の銀河へ（2005年）※「龍虎天翔～我等ニ敵ナシ」「鋼の戦神」の作曲のみ担当。
- スーパーヒーロー作戦（1999年）※正副主題歌の作曲、正主題歌の補編曲を担当。
- ガチャフォース（2003年）※主題歌「戦え!ガチャフォース」の作編曲のみ担当。
- CRマジンガーZ対グレートマジンガー（2006年）※主題歌「正義のために」の作曲を担当。
- ニンテンドーDS装星機ガジェットロボ（2008年）※テーマソング「戦え! ガジェットロボ」の作編曲のみ担当。
- アイドルマスター シンデレラガールズ スターライトステージ「ヒーローヴァーサスレイナンジョー」（2020年）※主題歌「ヒーローヴァーサスレイナンジョー（M@STER VERSION）」の作曲のみ担当。

### その他のオリジナル作品

#### 邦楽
- 村岡実
  - ムライキ（補作曲・編曲）（1968年）
  - 闘牛士のマンボ（編曲）（1968年）
  - 禅（補作曲・編曲）（1968年）
- 芸能山城組
  - 恐山（作曲）（1976年）※実際は1970年に作曲されたもの。

#### 歌
- 春日八郎
  - フランテンの唄（作曲）（1956年）
- 石井千穂
  - 沈丁花が匂います（作曲）（1956年）
- 泉ケイ子
  - ひぐらしの笛（作曲）（1956年）
- 伊東満
  - 追分船頭さん（作曲）（1956年）
- 仲宗根美樹
  - すきすき涙（作曲・編曲）（1967年）
- ザ・ウェイフェアリング・ストレンジャーズ
  - チェ・ゲバラ（作曲・編曲）（1969年）
- 眞理ヨシコ
  - ちいさいおおきい（作曲・編曲）（1974年）
  - 虹のはじっこ（作曲・編曲）（1974年）
- こおろぎ'73
  - 銀河の世界（作曲・編曲）（1977年）
  - 雪になりたい（作曲・編曲）（1977年）
- むとうかんぺい・りつこ
  - パンダちゃんの赤ちゃん（輔作曲）（1977年）
- 水木一郎
  - はしれ!スーパーカー（たかの羽児童合唱団と共同）（作曲・編曲）（1977年）
  - ライオン保安官（ザ・チャープスと共同）（作曲・編曲）（1979年）
  - 熱き血が勇気に 〜ロボットジェネレーション讃歌〜（補作詞・作曲・補編曲）（1997年）
- 南かおり、吉田古奈美
  - T"IDAL-WAVE!!（作曲）（1994年）
- プリティ キャスト
  - エンジェルアーミー（作曲）（1995年）
  - ツインライト イリュージョン（作曲）（1995年）
- 堀江美都子
  - 勇躍!ミラクルロボットフォース（作曲）（2017年）
- ナマコプリ
  - ミラクル戦隊ナマコプリ（作曲）（2016年）
- 伴大介
  - 春はくる（作曲）（2022年）
  - よみがえれ不死鳥!（作曲）（2022年）

以上2曲は2006年の原曲を再アレンジしたものである。

### その他
流用の作品 / アニメ作品人物の原型
- 夢使い（2006年）
  - 三島宙明（原型は渡辺宙明）（声 - 草尾毅）
- らき☆すた（2007年）
  - 「勝利だ!アクマイザー3」（原曲の作曲・編曲）（歌 - 泉こなた（平野綾））
- テレビまんが 昭和物語（2011年）
  - 「忍者部隊月光」（原曲の作曲・編曲）※劇の中で山崎公平（声 - 千葉翔也）が最初の歌詞を歌った。
- 非公認戦隊アキバレンジャー シーズン痛（2013年）
  - 「銀河ハニー」（原曲の作曲・編曲）（歌 - ツー将軍（堀川りょう））
  - 「ファイト!サンバルカンロボ」（原曲の作曲、いちひさし編曲）（歌 - 横山優子（荻野可鈴））
- 監督不行届（2014年）
  - 「太陽戦隊サンバルカン」（原曲の作曲・編曲）（編曲 - 川崎里実 / 歌 - A応P）

子供向け番組
- 東映ファミリー劇場 孫悟空の大冒険（1978年）
- とんでけグッチョンパ（1987年 - 1988年）※「グッチョンパたいそう ズンパラパン」の作編曲、「とんがらかっちゃイヤ!」の作曲を担当。

バラエティ番組
- 独占!女の60分（1975年 - 1992年）
- ワイワイ軍団900（1976年）※ED「バイバイパパ」の作編曲のみ担当。
- ラジオ・スーパーロボット魂（1998年）※主題歌の作曲のみ担当。
- 東映公認 鈴村健一・神谷浩史の仮面ラジレンジャー（文化放送）（2013年 - 2016年）※「緊急発信!ラジレンジャー」「Shake Hands」の作曲のみ担当。
- アニソン・アカデミー（NHK-FM放送）校歌（2016年）※作曲のみ担当（作詞 - 中川翔子、あべあきら / 編曲 - 田中公平 / 歌 - ささきいさお、水木一郎）。

スポーツ番組
- サンテレビジョンスポーツ中継テーマソング「スプリング・レディー・バード」（作曲）

現在でもサンテレビボックス席などで使用されている。
舞台
- 「八重山椿」（1962年）
- 「百太郎蛙憤死す」（1964年）
- 「むかしをとこありけり」（1964年）
- 「創作舞踏 連作 北上川 なじょにでもなれ」（1968年）
- 「菩薩道成寺」（1969年）
- 「快傑!!児雷也」（1977年）

舟木一夫の公演で劇伴・主題歌「快傑!!児雷也」の作編曲を担当。
CM
- ポーラ化粧品（1967年）
- 三菱コルト（1967年）
- 日産フォークリフト（1971年）
- ネオキャップロール（1977年）
- 福田屋人形店（1977年）
- ルベック（1977年）
- スーパーロボットスピリッツ（1997年）※「鋼の魂」の作曲を担当。
- ソニー・コンピュータエンタテインメント「みんなのGOLF」(ゴルファー戦士篇)（1997年）
- キリンビバレッジ「アミノサプリ」（2003年 - 2004年、2004年 - 2005年）
  - 「麒麟戦隊アミノンジャー」シリーズのみ作編曲を担当。ちなみにCM中で使用されたBGMは大部分が「秘密戦隊ゴレンジャー」の劇中BGMのセルフパロディとなっている。

- 金鳥 虫コナーズ 「虫コナーズで名言を」シリーズ（2021年）[39]

校歌
- 名古屋市立陽明小学校校歌「双葉の子」（1955年）
- 名古屋電気学園学園歌[40]※作詞 - 久徳高文。

地域おこし
- 東北合神ミライガー（2012年）※テーマソング「東北合神ミライガー」「いつも未来が」の作曲のみ担当。
- 超城合体タメノブーンV（2016年）※テーマソング「超城合体タメノブーンV」の作曲を担当。[41][42]

## メディア登場
- クラシックTV、2022年5月12日「作曲家 渡辺宙明 -ヒーローを奮い立たせる音楽-」[43]